# Eupagia aropisaria
Eupagia aropisaria là một loài bướm đêm trong họ Geometridae.